# San Carlos (Uruguai)
San Carlos é uma cidade do Uruguai localizada no departamento de Maldonado.
Foi fundada em 1763 pelo espanhol Pedro de Cevallos com o objetivo de impedir o avanço português sobre terras do Uruguai. Possui 26.982 habitantes (estimativa para 2009).